# Gmina
La gmina es la unidad más pequeña de división territorial en Polonia. Esta palabra proviene del alemán Gemeinde, que significa "comuna". A 1° de enero de 2019, había un total de 2477 comunas en el país, que abarcan 940 ciudades y más de 43 000 aldeas.
Desde 1972, cuando reemplazó a la unidad más pequeña hasta entonces, la gromada, ha sido la unidad básica de división político-administrativa. Existen tres tipos de gminas.
- Gmina urbana (gmina miejska) que consiste en solo una ciudad o pueblo.
- Gmina mixta urbano-rural (gmina miejsko-wiejska) un pueblo y el campo circundante.
- Gmina rural (gmina wiejska) pequeñas villas y principalmente campo.

Ciertas gminas rurales tienen su sede en un pueblo fuera de su territorio. Por ejemplo, la gmina rural de Augustów está administrada desde el pueblo de Augustów, que es a su vez una gmina urbana por sí sola.

## Gminas de Polonia
| Voivodato            | Gminas urbanas | Gminas mixtas | Gminas rurales | Gminas totales | Con sede fuera de la gmina |
| -------------------- | -------------- | ------------- | -------------- | -------------- | -------------------------- |
| Baja Silesia         | 36             | 55            | 78             | 169            | 14                         |
| Cuyavia y Pomerania  | 17             | 35            | 92             | 144            | 13                         |
| Lublin               | 20             | 22            | 171            | 213            | 17                         |
| Lubusz               | 9              | 33            | 41             | 83             | 5                          |
| Łódź                 | 18             | 25            | 134            | 177            | 15                         |
| Pequeña Polonia      | 15             | 43            | 124            | 182            | 9                          |
| Mazovia              | 35             | 50            | 229            | 314            | 15                         |
| Opole                | 3              | 32            | 36             | 71             | 0                          |
| Subcarpacia          | 16             | 31            | 113            | 160            | 12                         |
| Podlaquia            | 13             | 24            | 81             | 118            | 12                         |
| Pomerania            | 25             | 17            | 81             | 123            | 13                         |
| Silesia              | 49             | 22            | 96             | 167            | 0                          |
| Santa Cruz           | 5              | 26            | 71             | 102            | 1                          |
| Varmia y Masuria     | 16             | 33            | 67             | 116            | 15                         |
| Gran Polonia         | 19             | 90            | 117            | 226            | 11                         |
| Pomerania Occidental | 11             | 52            | 51             | 114            | 8                          |
| Polonia              | 307            | 588           | 1 584          | 2 479          | 160                        |

## Términos eslavos para divisiones territoriales
- gmina
- krai
- kraj
- krajina
- pokrajina
- opština, općina
- obec
- oblast, oblast', oblasti, oblys
- okręg
- okres
- ókrug
- powiat
- raión
- voivodato, vojvodina
- župa
- županija